# Раглицы (Волотовский район)
Раглицы — деревня в Волотовском муниципальном районе Новгородской области, входит в Ратицкое сельское поселение. В деревне две улицы Волотовская и Дачная. Постоянное население деревни — 78 человек (2009), домов — 42, хозяйств — 31. Деревня расположена на высоте 72 м над уровнем моря.
| 2010 | 2011 | 2012 | 2013 | 2014 | 2015 | 2016 |
| ---- | ---- | ---- | ---- | ---- | ---- | ---- |
| 75   | ↗78  | ↘74  | ↘70  | →70  | ↘62  | ↘54  |

## История
Население деревни по переписи населения 1926 года — 374 человека. Раглицы до августа 1927 года — деревня Городецкой волости Старорусского уезда Новгородской губернии, затем, после упразднения Новгородской губернии в составе Хотяжского сельсовета вновь образованного Волотовского района Новгородского округа Ленинградской области. С ноября 1928 года Хотяжский сельсовет был упразднён, а деревня вошла в состав Волотовского сельсовета. 30 июля 1930 года Новгородский округ был упразднён. С 1932 года по январь 1935 года в составе Волотовского сельсовета Старорусского района, затем вновь в составе Волотовского сельсовета Волотовского района. Во время Великой Отечественной войны, с августа 1941 года по январь 1944 года деревня была оккупирована немецко-фашистскими войсками. С лета 1944 года Волотовский район в составе новообразованной Новгородской области.
До апреля 2010 года деревня входила в состав ныне упразднённого Волотовского сельского поселения.